# Azilia eximia
Azilia eximia är en spindelart som först beskrevs av Cândido Firmino de Mello-Leitão 1940.  
Azilia eximia ingår i släktet Azilia och familjen käkspindlar. Inga underarter finns listade.